# يوخن هورست
يوخن هورست (بالألمانية: Jochen Horst)‏ هو ممثل ألماني، ولد في 7 سبتمبر 1961 في ألمانيا.

## أعمال

### أفلام
- (1993) أطفال سوينغ

## وصلات خارجية
- يوخن هورست على موقع IMDb (الإنجليزية)
- يوخن هورست على موقع ألو سيني (الفرنسية)
- يوخن هورست على موقع ميوزك برينز (الإنجليزية)
- يوخن هورست على موقع أول موفي (الإنجليزية)
- يوخن هورست على موقع قاعدة بيانات الأفلام السويدية (السويدية)
- يوخن هورست على موقع قاعدة بيانات الفيلم (الإنجليزية)
- يوخن هورست على موقع كينوبويسك (الروسية)